# Ronei Gleison Rodrigues dos Reis
Ronei Gleison Rodrigues dos Reis hay Roni (sinh 26 tháng 1 năm 1991) là một cầu thủ bóng đá Brazil thi đấu cho CF Belenenses mượn từ São Paulo FC ở vị trí tiền vệ tấn công.